# Trinca (Kupferzeitliche Siedlung)

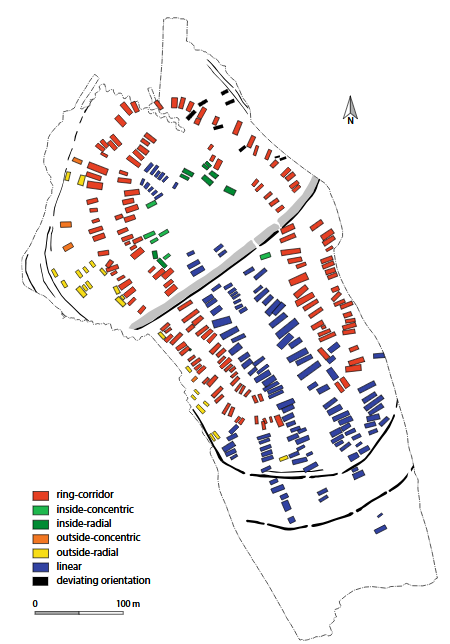
Siedlungsplan nach chronologischen Phasen

Die Hügelsiedlung Trinca-La Șanț im Norden Moldawiens ist eine 25 Hektar große befestigte Siedlung der Cucuteni-Tripolje Kultur, die auf 3950 bis 3650 v. Chr. datiert wird. Von den 320 nachgewiesenen Häusern existierten bis zu 100 zeitgleich. Dies entspricht einer geschätzten Bevölkerungszahl von 250 bis 1000 Personen, was der Siedlung einen stadtähnlichen Charakter verleiht.

## Lage und Forschungsgeschichte
Die Fundstelle Trinca-La Șanț befindet sich auf dem nördlichen moldawischen Plateau, das sich geologisch durch seine sarmatischen Kalksteinformationen sowie Korallen- und Meeresbodensedimente von anderen Regionen der Tripolje-Kultur unterscheidet.
Die Siedlung wurde 1990 während der Untersuchungen einer eisenzeitlichen Nekropole entdeckt, die etwa 1 Kilometer südlich liegt. Die deutlich sichtbaren Graben- und Wallstrukturen ließen die Forscher zunächst vermuten, dass es sich um eine eisenzeitliche Befestigungsanlage handelt, die mit der Nekropole in Verbindung steht.
Erste Ausgrabungen in den Jahren 1990 und 1999 ergaben jedoch, dass die Stätte der Cucuteni-Trypillia-Kultur zugeordnet werden kann. Seit 2016 wird die Siedlung von Forschenden des Sonderforschungsbereichs 1266 der Universität Kiel in Zusammenarbeit mit der Staatlichen Universität Moldau untersucht. Archäomagnetische Prospektionen wurden 2016 und 2022 durchgeführt, während zwischen 2022 und 2024 ausgewählte Strukturen wie Wohnhäuser und Querschnitte der beiden Gräben ausgegraben wurden.

## Siedlungsstruktur
Die archäomagnetischen Untersuchungen identifizierten zahlreiche Strukturen, darunter Wohnhäuser, Gräben und Palisaden. Die südliche Begrenzung der Siedlung wird durch ein System aus Gräben und Palisaden markiert, das fünf Durchgänge aufweist. Etwa 70 Meter weiter nördlich befindet sich ein zweites System aus Gräben und Palisaden, das mit weiteren Grabenstrukturen im Norden verbunden zu sein scheint. Gemeinsam bilden diese ein abgerundetes, lang-ovales Areal.
Innerhalb der Siedlung verlaufen die Häuserreihen in Ost-West-Ausrichtung, wobei die Giebelseiten parallel zur Reihenrichtung angeordnet sind. Diese Reihen erstrecken sich bis zum südlichen Graben und bilden mindestens fünf lineare, Nord-Süd-orientierte Hausreihen mit einem durchschnittlichen Abstand von 25 Metern. Zwei zusätzliche Hausreihen, ebenfalls giebelseitig parallel ausgerichtet, bilden Bögen in den südlichen und nördlichen Bereichen der Siedlung. Diese gebogenen Reihen erinnern an die konzentrischen Hausanordnungen, die für andere bekannte Siedlungen der Tripolje-Kultur charakteristisch sind.
Im nördlichen Teil der Siedlung wurde eine offene Fläche im zentralen Bereich festgestellt. Diese könnte ein bewusst gestaltetes Merkmal darstellen, jedoch ist auch möglich, dass Erosion oder Zerstörungen durch ein Militärlager zur Entstehung dieses Bereichs beigetragen haben. Die gebogenen Hausreihen konzentrieren sich vor allem auf das Zentrum des zweiten Grabensystems, während in anderen Teilen der Siedlung, wie im westlichsten Bereich, auch Häuser mit abweichenden Ausrichtungen zu finden sind.

## Chronologie und Aufgabe der Siedlung
Der Bau von Graben 1, der die Grenze der 25 Hektar großen Siedlung markiert, wird auf die Mitte des 40. Jahrhunderts v. Chr. datiert. Dieser Graben diente zur Abgrenzung des Siedlungsgebiets vom umliegenden Felssporn. Im 39. Jahrhundert v. Chr. belegen archäologische Funde den Bau von zwei Häusern, während die funktionale Bedeutung von Graben 1 allmählich abnahm. Radiometrische Daten weisen auf vier Häuser im 38. Jahrhundert v. Chr. und ein einzelnes Haus im 37. Jahrhundert v. Chr. hin. Spätestens um 3600 v. Chr. wurde die Siedlung endgültig aufgegeben.

## Bedeutung
Die Einwohnerzahl von Trinca-La Șanț dürfte 1000 Personen nicht überschritten haben. Die Siedlung war vermutlich stets durch ein arbeitsintensives Grabensystem abgegrenzt. Der äußere Graben, der vier Zugänge aufweist und offenbar vor der eigentlichen Siedlung errichtet wurde, weist Ähnlichkeiten zu den Grabenwerken („causewayed enclosures“) auf, wie sie auch bei anderen Trypillia-Siedlungen der Phase C1 diskutiert werden.
Die Datierungen mit der Radiokarbonmethode zeigen, dass die Siedlung Trinca-La Șanț zeitgleich mit anderen großen Siedlungen in Moldawien, wie Stolniceni und Petreni, sowie mit den "mega-sites" im zentralukrainischen Sinyukha-Becken gegründet wurde. Dies deutet darauf hin, dass es keine chronologische Trennung zwischen Tiefebenen- und Hügelsiedlungen gab. Damit verliert die Hypothese, dass unruhige Zeiten entscheidend für die Auswahl dieses Siedlungsstandortes waren, ihre Gültigkeit.
Darüber hinaus lassen die bisher vorliegenden Daten keine chronologische Differenzierung zwischen linearen und konzentrischen Siedlungsprinzipien zu. Vielmehr scheint Trinca-La Șanț ein hybrides Siedlungskonzept zu repräsentieren, das beide Prinzipien miteinander verbindet und an die topografischen Gegebenheiten des Felssporns angepasst wurde.
Weiterhin weisen die verfügbaren Daten darauf hin, dass die Subsistenzwirtschaft der von zeitgleichen großen Siedlungen entsprach. Diese basierte vor allem auf der Viehzucht, die insbesondere zur Bodenfruchtbarkeit beitrug, sowie auf dem Anbau proteinreicher Nutzpflanzen (v. a. Hülsenfrüchte). Isotopenanalysen bestätigen zudem eine Übereinstimmung mit anderen Siedlungen des Typs C1.